# Modèle corallien de colonisation galactique

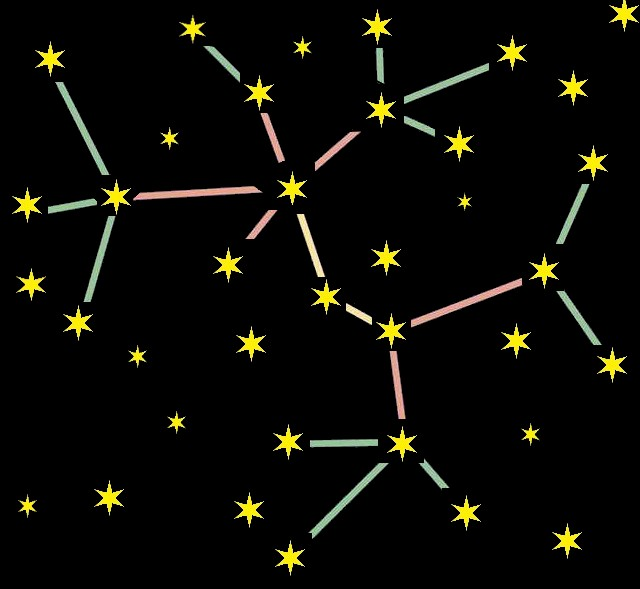
Représentation du modèle corallien de colonisation de quelques étoiles.

Le modèle corallien de colonisation galactique (coral model of galactic colonization en anglais) a été élaboré par Jeffrey O. Bennett et G. Seth Shostak en 2007 dans leur ouvrage Life in the Universe. Le modèle décrit la répartition des civilisations possibles au sein de la galaxie. Le résultat ressemble à la dispersion du corail terrestre.
Claudio Maccone utilise leur modèle pour affiner son modèle statistique. Il aboutit à un temps de deux millions d'années pour que l'humanité se répande dans la galaxie, à raison d'un voyage affichant 1 % de la vitesse de la lumière, et compte tenu d'un temps d'appropriation des planètes viables de 1 000 ans (les planètes habitables étant distantes les unes des autres d'environ 84 années-lumière). Étant donné la longévité de l'univers, Maccone conclut que le paradoxe de Fermi est résolu par son modèle statistique.